# Onthophagus wensis
Onthophagus wensis là một loài bọ cánh cứng trong họ Bọ hung (Scarabaeidae).